# ماريانو شيكو
ماريانو شيكو (بالإسبانية: Mariano Chico)‏ هو جندي وسياسي مكسيكي، ولد في 1796، وتوفي في 1850. انتخب Governor of Guanajuato ‏.